# Karl Fritzsch
Karl Fritzsch (* 10. Juli 1903 in Nassengrub; † 2. Mai 1945; häufig irrtümlich Fritsch geschrieben) war ein deutscher SS-Hauptsturmführer in der Funktion eines Schutzhaftlagerführers, der 1941 im KZ Auschwitz I (Stammlager) das zur Entwesung bestimmte Zyklon B probeweise zur Vergasung von Häftlingen einsetzte.

## Leben
Als Sohn eines Ofenbauers in Böhmen geboren, konnte Fritzsch aufgrund der arbeitsbedingten Umzüge seines Vaters keine geordnete Schullaufbahn absolvieren. Fritzsch wurde Matrose der Donauschifffahrtsgesellschaft. Eine 1928 geschlossene Ehe, aus der drei Kinder hervorgingen, wurde 1942 geschieden. Er trat zum 1. Juli 1930 in die NSDAP (Mitgliedsnummer 261.135) und im selben Jahr in die SS ein (SS-Nummer 7.287). Ab 1934 wurde Fritzsch beim KZ Dachau als Angehöriger des 1. SS-Totenkopfregiments „Oberbayern“ als Kompanieführer eingesetzt. Anfang September 1939 wechselte Fritzsch zur Lagerkommandantur im KZ Dachau und leitete dort die Postzensurstelle. Fritzsch – aufgrund seiner kleinwüchsigen Statur Stäubchen genannt – war im Range eines SS-Hauptsturmführers als erster Schutzhaftlagerführer vom 14. Juni 1940 bis zum 1. Februar 1942 im Stammlager Auschwitz eingesetzt. Sein Stellvertreter war von Juni 1940 bis November 1941 Franz Xaver Maier und anschließend Fritz Seidler. Während einer Abwesenheit des Lagerkommandanten Rudolf Höß ordnete er vermutlich im August 1941 an, eine unbestimmte Anzahl sowjetischer Kriegsgefangener mit dem zur Entlausung von Bekleidung vorgesehenen blausäurehaltigen Insektizid Zyklon B zu vergasen. Ende 1941 – das oft genannte Datum Anfang September 1941 ist umstritten – erfolgte dann im Stammlager eine erste Massenvergasung, bei der hunderte sowjetische Offiziere und selektierte Kranke mit Zyklon B getötet wurden.
Laut Aussage des SS-Hauptsturmführers und KZ-Arztes Karl Kahr vor dem Nürnberger Militärgerichtshof betrachtete sich Fritzsch aufgrund der Experimente mit Zyklon B als der eigentliche Erfinder sowohl der Massenvergasung durch Blausäure als auch der Gaskammern in Auschwitz. Der KZ-Kommandant von Auschwitz, Rudolf Höß, bestätigte diese Aussage in seinen in Haft verfassten Aufzeichnungen.
Fritzsch akzeptierte Ende Juli 1941 das Angebot des katholischen Priesters Maximilian Kolbe und ließ diesen anstelle des zunächst ausgewählten Familienvaters Franciszek Gajowniczek in den „Hungerbunker“ sperren, wo Kolbe später getötet wurde.
Von Februar 1942 bis März 1944 war Karl Fritzsch Schutzhaftlagerführer im KZ Flossenbürg und vertrat dort von August bis Oktober 1942 den Lagerkommandanten. 
Anfang April 1944 wurde Fritzsch als Lagerführer in das Außenlager Harzungen („Hans“) des Konzentrationslagers Dora-Mittelbau versetzt und übernahm in diesem Rahmen ab August 1944 zusätzlich die Lagerleitung des Außenlagers Ellrich-Juliushütte („Erich“). Spätestens im Oktober 1944 wurde er an die Front versetzt, wo er vermutlich bei den Kämpfen um Berlin im Frühjahr 1945 fiel.

## Zitat
„Es gibt für einen Häftling nur zwei Wege, aus diesem Lager zu kommen. Entweder er wird entlassen […] oder er wandert durch den Kamin. Den letzteren Weg werden die meisten von euch gehen!“